# 대한민국 교정공무원의 계급 목록
이 문서는 대한민국의 교정공무원 계급에 대한 목록이다.
교정공무원(矯正公務員) 또는 교도관(矯導官)은 행형(行刑, 형의 집행)에 대한 행정에 종사하는 공무원이다. 공무원의 계급에 대해 언급할 때 '직급(職級)'이란 단어도 쓰이나, 법령에 따르면 '계급(階級)'이 맞는 단어이다. 대한민국 교정공무원의 대다수는 법무부 교정본부 산하의 구치소와 교도소에서 근무하며, 일부 교정공무원들은 법무부 교정본부에서 근무하여 교정행정 업무를 맡아 수행하기도 한다.

## 교정공무원의 계급
정복교도관(교정직렬 교정직류)의 계급은 9단계로 다음과 같다. 위에서 아래로 갈수록 낮은 계급이다.
- 고위공무원단 가급 - 교정본부장
- 고위공무원단 나급
  - 2급 상당 - 지방교정청장, 교정본부 교정정책단장, 교정본부 보안정책단장, 법무연수원 교정연수부장
  - 3급 상당 - 대규모 교정시설의 소장
- 부이사관
- 서기관
- 교정관
- 교감
- 교위
- 교사
- 교도

| 계급                                  | 계급장 | 급수     | 직위 |
| 고위공무원단 가급 (高位公務員團 가級) |        | 1급 상당 | - 교정본부장 |
| 고위공무원단 나급 (高位公務員團 나級) |        | 2급 상당 | - 서울지방교정청장, 대구지방교정청장, 대전지방교정청장, 광주지방교정청장 - 교정본부 교정정책단장 - 교정본부 보안정책단장 - 법무연수원 교정연수부장 |
| 고위공무원단 나급 (高位公務員團 나級) |        | 3급 상당 | - 대규모 교정시설의 소장 (직원 수 400~800명) - 서울지방교정청 소속 6개 교정기관장 (서울구치소장, 안양교도소장, 수원구치소장, 서울동부구치소장, 인천구치소장, 서울남부구치소장) - 대구지방교정청 소속 3개 교정기관장 (대구교도소장, 부산구치소장, 경북북부1교도소장) - 대전지방교정청 소속 1개 교정기관장 (대전교도소장) - 광주지방교정청 소속 1개 교정기관장 (광주교도소장) |
| 부이사관 (副理事官)                   |        | 3급 상당 | - 교정본부 과장 (교정기획과장, 보안과장) - 중간규모 교정시설의 소장 (직원 수 300~400명) - 서울지방교정청 소속 2개 교정기관장 (화성직업훈련교도소장, 의정부교도소장) - 대구지방교정청 소속 2개 교정기관장 (창원교도소장, 부산교도소장) - 광주지방교정청 소속 1개 교정기관장 (전주교도소장) - (의무직) 4개 교정기관 의료과장 (서울구치소, 대구교도소, 대전교도소, 광주교도소) |
| 서기관 (書記官)                       |        | 4급 상당 | - 교정본부 과장 (교정기획과장/보안과장 이외) - 지방교정청 과장 - 지방교정청 분류센터장 - 고위공무원단 나급이 소장인 교정기관의 부소장 (대전·대구·광주·안양·경북북부제1교도소 부소장 / 서울·부산·수원·서울동부·인천·서울남부구치소 부소장) - 고위공무원단 나급이 소장인 교정기관의 중·대규모 시설의 과장 (대전·대구·안양·광주·경북북부제1·전주교도소 총무과장, 보안과장 / 서울·부산·수원·서울동부·인천·서울남부구치소 총무과장, 보안과장 / 대전·대구교도소 분류심사과장 / 서울구치소 분류심사과장) - 지소장 (수원구치소 평택지소장, 대전교도소 논산지소장, 홍성교도소 서산지소장) - 소규모 교정시설의 소장 (직원 수 300명 미만) - 법무연수원 과장 - 의료과장 및 6년 경력을 갖춘 의사 |
| 교정관 (矯正官)                       |        | 5급 상당 | - 대부분의 교정기관의 과장 - 법무연수원 교정연수부 교수 - 지방교정청 총무과 소속 총무교정관 및 보안과 소속 보안교정관 - 대형 교정기관의 보안과 소속 행정교정관 및 보안교정관 - 법무연수원 과장보좌 (교정연수과, 교정훈련과) - 2년 경력을 갖춘 의사 - 7년 경력을 갖춘 약사 |
| 교감 (矯監)                           |        | 6급 상당 | |
| 교위 (矯衛)                           |        | 7급 상당 | |
| 교사 (矯士)                           |        | 8급 상당 | |
| 교도 (矯導)                           |        | 9급 상당 | |

## 같이 보기
- 대한민국 경찰공무원의 계급 목록
- 대한민국 소방공무원의 계급 목록
- 교정시설경비교도대
- 교정본부
- 법무부
- 군인 계급